# Stepanaván
Stepanaván (hasta 1938 Dzhalal-Ogly -Hijo de Jalal-, romanizado como Dzhelaloglu y Dzhalalogly; en armenio Ստեփանավան, romanizado como Step'anavan, Stepahavan y Stepanawan-Lorri; posteriormente llamada también Stepán Shaumián en honor a Stepán Shaumián) es una comunidad urbana de Armenia perteneciente al raión de Stepanaván de la provincia de Lorri.
Es ciudad desde 1938. Está situada a 157 kilómetros de la capital, Ereván, y a 30 kilómetros de Vanadzor, la tercera ciudad en tamaño del país.
En 2011 tiene 13 086 habitantes.

## Historia
Fue fundada en 1810 y es ciudad desde 1938.
La mayor catástrofe que se recuerda es la gran destrucción provocada por el terremoto de Spitak en el año 1988.

## Geografía y clima
La ciudad cumple con un clima de montaña, y es famosa por estar inmersa en bosques de pinos. El aceite esencial de las coníferas posee fuertes propiedades bactericidas (mata bacterias), lo que hace que el aire sea puro y se note el aroma de los pinos. Por esto se recomienda visitar el lugar a pacientes con problemas respiratorios. En los últimos años ha habido grandes talas legales, lo cual ha sido sancionado por los ecologistas, que consideran este acto irreparable.